# Avraham Danzig
Avraham Danzig (1748-1820) (en hebreu: אברהם דנציג) va ser un rabí, un posek (una persona que pren decisions legals) i un codificador. És més conegut per ser l'autor de les obres sobre la llei jueva (Halacà) anomenades Chayei Adam i Chochmat Adam.

## Biografia
Avraham Danzig va néixer a Danzig (Gdansk), a Polònia, en 1748, en una prominent família rabínica. Quan tenia catorze anys, el seu pare el va enviar a estudiar a la ieixivà de Praga, després d'exigir-li que no es barregés amb els moderns, els qui gradualment anaven cobrant importància mitjançant la influència de Moisès Mendelssohn.
Danzig va estudiar a Praga durant quatre anys amb el Rabí Yechezkel Landau i amb el Rabí Joseph Liebermann. Li van oferir un lloc com a rabí a Vílnius, però es va negar a acceptar-lo, guanyant-se la vida com a comerciant (freqüentant les fires de Leipzig i Königsberg, a les que fa referència en els seus escrits). Solament en els seus darrers anys, i després d'haver perdut gairebé tota la seva fortuna en l'explosió d'un magatzem de pólvora, va acceptar el càrrec de Dayan (jutge) a Vílnius, on va prestar servei fins a 1812. Va morir a Vílnius el 12 de setembre de 1820.
Danzig és una de les tres autoritats en les quals el Rabí Shlomo Ganzfried va basar les seves decisions en escriure el Kitzur Xulhan Arukh. Els seus descendents inclouen el Rabí Neil Danzig i el Rabí Joseph Meyer Danzig, fill del Rabí Avraham Mordechai Danzig, que va néixer a Jerusalem i porta el nom del seu prominent avantpassat.

## Obres
Danzig va ser l'autor de diverses obres importants, però és especialment conegut per ser l'autor del Chayei Adam i del Chochmat Adam, les seves obres de Halacà que cobreixen les lleis del Xulhan Arukh que tracten sobre la vida cotidiana.
Chayei Adam (en hebreu: חיי אדם) (en català: "La vida de l'home") s'ocupa de les lleis discutides en la secció Orach Chaim del Xulhan Arukh. El llibre està dividit en 224 seccions: 69 d'elles tracten sobre la conducta diària i l'oració jueva, i 155 d'elles tracten sobre el Shabat i les festes jueves. En aquesta obra, Danzig va recopilar i va seleccionar el material dels savis Acharonim que eren experts en el camp de la llei religiosa jueva, la Halacà. Danzig va recopilar el material que s'havia escrit durant més de dos segles i mig des de l'aparició del Xulhan Arukh.
El Chayei Adam va ser pensat principalment perquè l'estudiessin també els laics, i no solament els estudiosos i els erudits rabínics. L'obra va ser redactada d'una manera fàcilment accessible. L'obra paral·lela Nishmat Adam, va ser publicada juntament amb el Chayei Adam, el llibre analitza els problemes de la Halacà en major profunditat. Les dues obres es solen imprimir juntes. En moltes ciutats, els jueus van formar societats d'estudi amb el propòsit d'estudiar el Chayei Adam.
Chochmat Adam (en hebreu: חכמת אדם) (en català: "La saviesa de l'home"), d'una manera semblant, analitza les lleis de la secció Yoré Deà del Xulhan Arukh, així com les lleis de les seccions Even HaEzer i Hoixen Mixpat, corresponents a la vida cotidiana. Chochmat Adam va ser escrit en consulta amb dos dels més grans erudits de la Torà de l'època: Chaim de Volozhin i Yaakov de Lisa.
L'autoritat d'aquestes obres s'evidencia pel fet que el Rabí Chaim de Volozhin, conegut per la seva oposició als compendis de Halacà, va donar la seva aprovació a l'obra (amb la condició que cada secció es comparés amb el Xulhan Arukh per permetre un estudi addicional). El Rabí Moses Sofer va instruir al seu fill perquè quan no pogués consultar el Xulhan Arukh, podia fer referència al Chochmat Adam en haver de prendre una decisió legal.
El Rabí Israel Meir Kegan va declarar igualment en la seva obra Ahavat Chesed, que quan un no pot consultar el Xulhan Arukh, en tot allò que està relacionat amb les lleis de l'interès, un pot confiar en el Chochmat Adam.
Aquestes obres són una de les tres fonts del Kitzur Xulhan Arukh. Les opinions legals del Chayei Adam es citen sovint a les obres rabíniques posteriors, especialment a la Mixna Berura. Danzig també va escriure Tefilah Zakah, una oració penitencial recitada per molts jueus durant el vespre de Yom Kipur. Altres obres de Danzig són:
- Zichru Torat Moshe - una introducció a les lleis del Shabat.
- Kitzur Sefer Haredim: un compendi del llibre Sefer Haredim del Rabí Elazar Ezkari.
- Toldot Adam: un comentari sobre l'Aggadà de Péssah.